# Esther (Oratorium)
Esther (HWV 50b), oder The Sacred Story of Esther ist ein Oratorium von Georg Friedrich Händel. Es ist seine zweite Fassung des alttestamentlichen Dramas aus dem Buch Ester. Die erste Fassung, die Masque Esther hatte er 1718 in Cannons komponiert.

## Entstehung
Nach der Uraufführung in Cannons 1718 geriet die Masque Esther (HWV 50a) für lange Zeit in Vergessenheit. In Händels Bewusstsein kam der Stoff vielleicht wieder, als das Stück am 23. Februar 1732 an seinem Geburtstag in der Crown & Anchor Tavern (Strand), dem Sitz der „Academy of Ancient Music“, unter der Leitung von Bernard Gates, dem Leiter des Kinderchors der Chapel Royal und Freund Händels, wieder aufgeführt wurde. Acht Wochen später, am 19. April, wurde im Daily Journal schon eine weitere Aufführung dieser Esther am Abend des folgenden Tages beworben. Es ist allerdings nicht klar, wer die Initiatoren dieser Aufführung waren, eventuell Vater und Sohn Thomas Arne oder der Produzent John Rich. Jedenfalls scheint Händel dieses Projekt nicht gebilligt, aber im Vorfeld schon Wind davon bekommen zu haben, denn er reagierte in der gleichen Ausgabe der Zeitung prompt mit der Ankündigung einer sorgfältig vorbereiteten eigenen Aufführung des neu gefassten Werkes, obwohl noch fast zwei Wochen Zeit bis dahin waren:

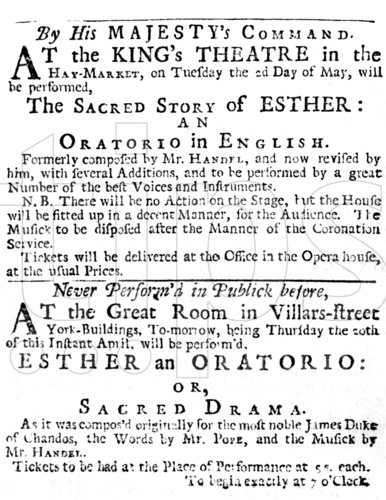
Annoncen im Daily Journal vom 19. April 1732: oben Händels Anzeige für die Premiere der zweiten Fassung am 2. Mai

By His MAJESTY’s COMMAND. AT the KING’s THEATRE in the HAY-MARKET, on Tuesday the 2d Day of May, will be performed, The SACRED STORY of ESTHER: AN ORATORIO in ENGLISH. Formerly composed by Mr. HANDEL, and now revised by him, with several Additions, and to be performed by a great Number of the best Voices and Instruments. N. B. There will be no Action on the Stage, but the House will be fitted up in a decent Manner, for the Audience. The Musick to be disposed after the Manner of the Coronation Service.

„Auf Befehl Seiner Majestät wird am Dienstag, dem 2. Mai, im King’s Theatre am Haymarket „Die heilige Geschichte von Esther: Ein englisches Oratorium“ gespielt. Vor Zeiten war es von Herrn Händel komponiert worden, nun wurde es von ihm überarbeitet und beträchtlich erweitert. Die Vorstellung wird mit vielen der besten Stimmen und Instrumentalisten bestritten. Hinweis: Es wird keine Aktionen auf der Bühne geben, aber der Saal wird für das Publikum angemessen hergerichtet sein. Die Musik wird im Stil der Krönungsfeierlichkeiten gestaltet.“

Die letzten beiden Sätze galten wohl der Beruhigung des Bischofs von London, Edmund Gibson, der sich gegen die szenische Aufführung biblischer Themen im Theater gewandt hatte. Zudem verband das Londoner Publikum mit dem Hinweis auf die Krönung des Königs (Georg II. im Jahr 1727) auch die Erinnerung an die großen Chöre und grandiosen Orchestereffekte mit Trompeten und Pauken, welche Eindruck gemacht hatten und sich sehr von dem unterschieden, was man bislang in Händels italienischen Opern erlebt hatte.
Die Uraufführung unter Händels Leitung, mit der die Erfolgsserie der zweiten Fassung von Esther (1732, HWV 50b) begann, wie auch weitere drei der noch folgenden fünf ausverkauften Vorstellungen bis zum 20. Mai wurden von

“[…] their Majesties, his Royal Highness the Prince of Wales and the Three Eldest Princesses […]”

„[…] Ihren Majestäten (dem König und der Königin), seiner königliche Hoheit, dem Prinzen von Wales und den drei ältesten Prinzessinnen […]“

besucht. In dieser ersten Aufführungsserie sangen:
- Esther – Anna Maria Strada del Pò (Sopran)
- Haman – Antonio Montagnana (Bass)
- Mordecai & Harbonah – Francesca Bertolli (Alt)
- Ahasverus – Francesco Bernardi, detto Il Senesino (Altkastrat)
- Israelite Woman – Ann Turner Robinson (Sopran)
- Israelite Man – Mrs. Davis (Sopran)[1]

## Aufführungsgeschichte
Die zweite Fassung des Oratoriums Esther (HWV 50b) war zu Händels Lebzeiten ein Riesenerfolg. Allein unter seiner Leitung wurde es zwischen 1732 und 1742 in London, Oxford und Dublin über zwanzig Mal gegeben. In Worcester, Dublin, Oxford, Salisbury und Gloucester gab es bis 1760 mindestens nochmal über zwanzig Produktionen, an denen Händel nicht beteiligt war. Dazu gehören auch die drei Vorstellungen im Covent Garden Theatre (1751 und 1757) unter der Leitung seines Assistenten Johann Christoph Schmidt dem Jüngeren.
Mit Händels Tod 1759 ebbte die Beliebtheit des Oratoriums langsam ab und es kam nur noch selten zu Gehör. William Hayes führte es 1760 beim Three Choirs Festival in Gloucester zu Händels Gedenken auf, Schmidt 1767/1768 nochmals im Covent Garden Theatre, nachdem er eine neue Direktionspartitur hatte anfertigen lassen, und 1788 wurde es bei den „Concerts of Ancient Music“ in den Tottenham Street Rooms im Londoner Norden gespielt.
Am 9. Juli 1837 erklang Esther in Namiest in Mähren beim Grafen Heinrich Wilhelm von Haugwitz, der selbst Geige spielte und den Künsten zugetan war. Er ließ allein in jenem Jahr zehn verschiedene große Werke Händels aufführen und initiierte bis zu seinem Tod 1842 ein reges Musikleben in seinem Schloss. 1867 ist das Oratorium auch im Leipziger Gewandhaus aufgeführt worden. Die Frage bleibt offen, inwieweit diese Aufführungen tatsächlich der Händelschen Gestalt einer der beiden Fassungen des Werkes entsprachen. Sicher scheint, dass sie in einer deutschen Textfassung aufgeführt wurden. Nachdem Friedrich Chrysander 1882 im Rahmen der Händel-Gesamtausgabe beide Varianten des Oratoriums drucken ließ, konnte man auch die zweite Fassung gelegentlich wieder hören, so 1897 in Hamburg.

## Libretto
Die Geschichte, welche dem Libretto zugrunde liegt, findet man im Buch Ester des Alten Testaments. Sie soll sich im 5. Jahrhundert v. Chr. zur Zeit der babylonischen Gefangenschaft der Juden in Mesopotamien in der Stadt Susa zugetragen haben. Dieser biblischen Erzählung nach lebte Esther nach dem Tod ihres Vaters Abihajil mit ihrem Cousin und Vormund Mordechai aus dem Stamm Benjamin in der Verwaltungshauptstadt des Perserreiches und Winterresidenz der Könige und wurde dank ihrer Schönheit vom Perserkönig Ahasveros (gleichgesetzt mit Xerxes I., Großkönig 486–465 v. Chr. oder seinem Sohn und Nachfolger Artaxerxes I., Großkönig 465–424 v. Chr.) zur Hauptfrau und Königin erwählt, nachdem er seine ungehorsame Frau Waschti verstoßen hatte. Im Buch Ester wird erzählt, Mordechai habe sich geweigert, vor dem Großwesir Haman als höchstem Regierungsbeamten des Königs wie befohlen niederzuknien und das Haupt zur Erde zu beugen.
Diese Vorgeschichte wird der Handlung des Oratoriums als bekannt vorausgesetzt. In den verschiedenen überlieferten Drucken des Librettos für Händels erste Fassung, der Masque Esther von 1718, werden als Autoren zumeist John Arbuthnot, aber auch Alexander Pope genannt. Händel überarbeitete und erweiterte dieses locker auf Vorlagen von Jean Racine (1689) und Thomas Brereton (1715) basierende Textbuch der Cannons-Fassung, zusammen mit dem Dichter Samuel Humphreys, welcher zu der Zeit Sekretär der Royal Academy of Music war, wobei die ursprünglich in sechs Szenen angeordnete Geschichte nun in drei Akte aufgeteilt wurde.

## Handlung

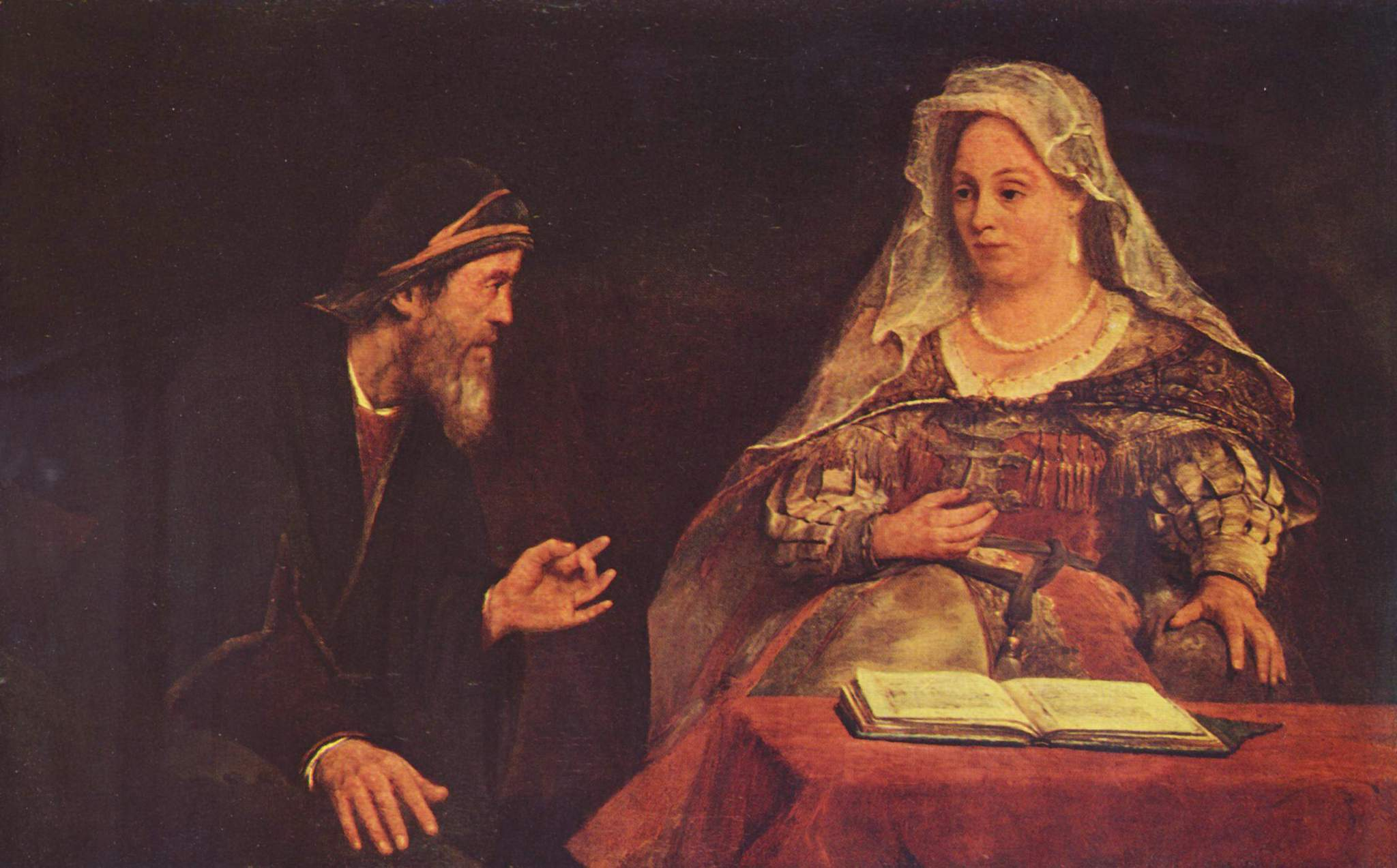
Esther and Mordecai, Arent de Gelder, Dordrecht 1685

### Erster Akt
Esther und ihr Vormund Mordecai sind hocherfreut über ihre Erhebung zur Königin von Persien. Aber Haman, höchster Minister des Ahasverus, ist durch die Weigerung Mordecais, ihm aus religiösen Gründen Ehrerbietung zu zeigen und vor ihm niederzuknien, beleidigt und überredet seinen König Ahasverus, die Ausrottung aller jüdischen Bürger im gesamten Reich (zu dem damals auch Jerusalem und Judäa gehörten) anzuordnen. Während Esther und das jüdische Volk Gott dafür danken, dass Esther Königin geworden ist, überbringt Mordecai die Nachricht, dass der königliche Befehl zur Ausrottung der Juden erteilt wurde. Ihre Freude schlägt in Trauer um.

### Zweiter Akt

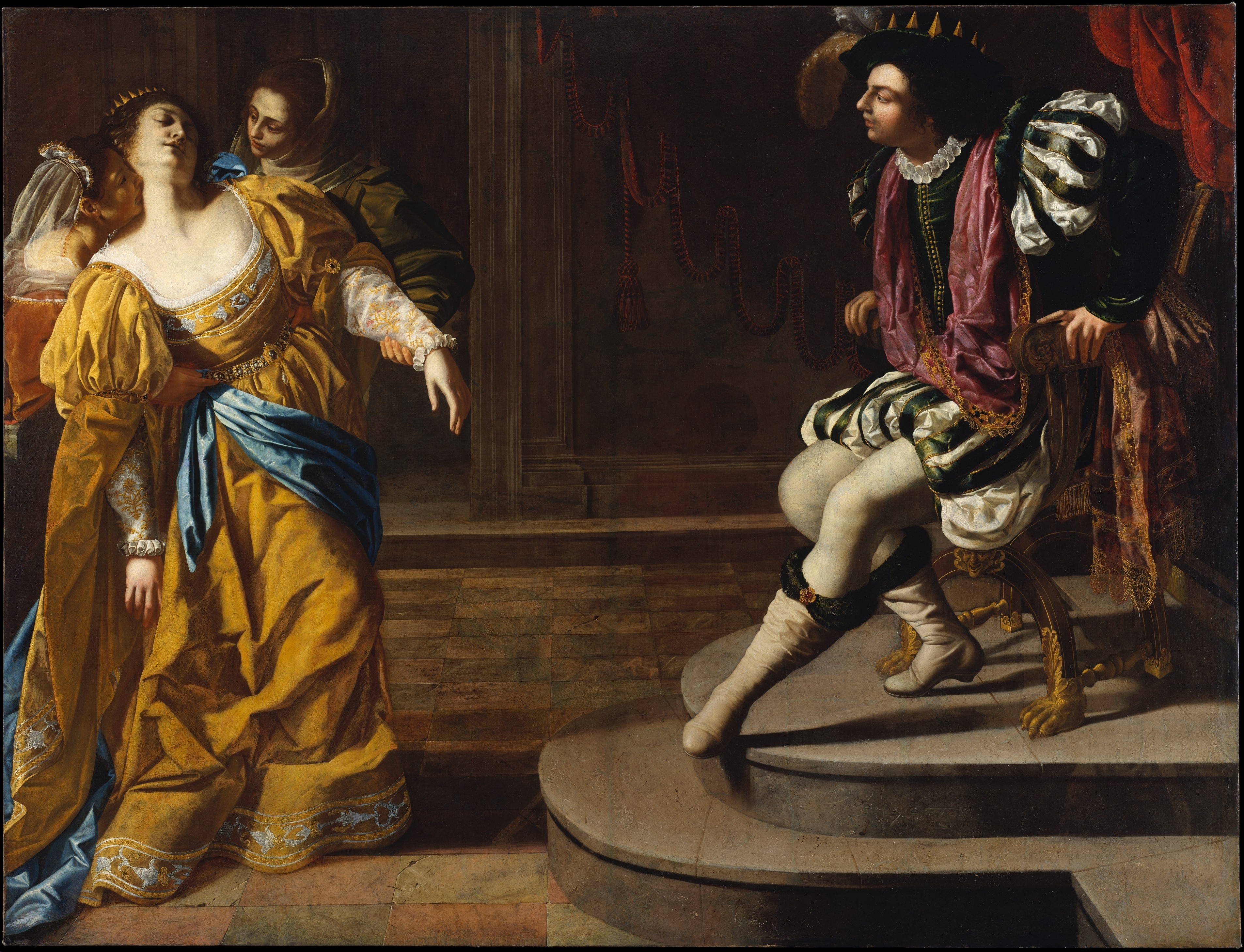
Esther vor Ahasverus, Artemisia Gentileschi, Neapel, um 1630

Mordecai bittet Esther, an ihren Mann, König Ahasverus, zu appellieren, seinen Befehl zur Ausrottung der Juden zurückzunehmen, aber Esther muss einwenden, dass es ihr ebenso, wie allen anderen auch, bei Todesstrafe verboten ist, sich dem König ohne seine ausdrückliche Aufforderung zu nähern. Auf Mordecais Bitten hin beschließt sie jedoch, den Zorn des Königs zu riskieren. Das jüdische Volk betet, dass ihre Mission der Barmherzigkeit erfolgreich sein möge. Als Esther dem König gegenübertritt, ist dieser zunächst ungehalten, worüber sie in Ohnmacht fällt. Der Chor beschwört die Hoffnung, ihr Charme möge das Herz des Königs erweichen.

### Dritter Akt
Mordecai und das jüdische Volk sind zuversichtlich, dass Gott ihnen zu Hilfe kommen und Esthers Bitte an den König erfolgreich sein werde. In seinen Gemächern erklärt Ahasverus, dass er seiner Gemahlin Esther alles geben werde, was diese verlange. Esther offenbart ihre jüdische Herkunft und weist darauf hin, dass Haman den Befehl zur Ausrottung aller Juden also auch gegen sie und Mordecai, der dem König zuvor das Leben gerettet hatte, gerichtet hat. Der König ist darüber entsetzt und ordnet Hamans Hinrichtung an. Haman bittet Esther um Begnadigung, aber sie lehnt ab. Die Juden danken und preisen Gott für ihre Befreiung und wollen diesem in Jerusalem einen neuen Tempel bauen.

## Musik

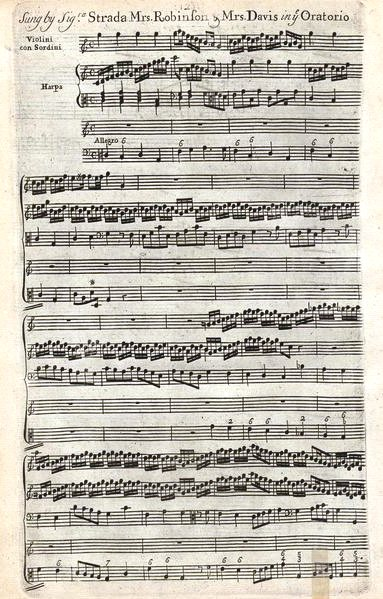
Beginn der Arie Nr. 13a Praise the Lord,
Druck von John Walsh, London 1733

In die dreiaktige Oratorien-Fassung von Esther hat Händel zwanzig Sätze, das sind die meisten der Cannons-Fassung (1718, HWV 50a), übernommen, die er teilweise kürzte oder erweiterte. Die Wirkung der besonderen Instrumentationen, beispielsweise der Wechsel von „Solo“- und „Tutti“-Passagen, Pizzicato oder Con sordino der Streicher als Begleitung der obligaten Harfe in Nr. 13a (Praise the Lord) blieb dabei unangetastet. Insgesamt war das Verfahren der fast zeitgleichen Umarbeitung der Masque Acis and Galatea von 1718 (HWV 49a) zur gleichnamigen Serenata (1732, HWV 49b) sehr ähnlich, welche Händel wenige Wochen später ebenfalls im King’s Theatre am Haymarket aufführte.
Eine Reihe von Entlehnungen aus früher komponierten Werken erweiterten die neue Esther beträchtlich: so fügte er Sätze aus den Coronation Anthems (was den Hinweis auf den „Coronation-Service“ noch einleuchtender macht), der Ode for the Birthday of Queen Anne, der Motette Silete venti und seinem römischen Oratorium La Resurrezione ein. Schließlich komponierte er auch vier Sätze neu: die Nr. 1 (Breath soft, ye gales), Nr. 4 (So much beauty), Nr. 9a (Endless fame, thy days adorning) und Nr. 24 (Heaven, o lend me ev’ry charm), sowie eine beträchtliche Zahl von Rezitativen. Wie üblich, musste er für die neuen Sänger auch einige Arien transponieren oder sie durch Streichungen oder die Umlegung von Passagen anpassen. Der ursprünglich über zehn Minuten lange Schlusschor wurde um mehr als ein Drittel gekürzt, dafür aber glanzvoller instrumentiert.
Jede Wiederaufnahme von Esther (HWV 50b) in den folgenden neun Spielzeiten nach 1732 brachten wieder Änderungen und Kürzungen des Werkes. So gesehen gibt es keinen definitiven Notentext einer zweiten Fassung.

## Erfolg und Kritik
Ein öffentlich gemachter Brief eines unbekannten Aristokraten („Lord B“), den dieser vermutlich an den Dramatiker Aaron Hill richtete, gibt einen Bericht über eine der Vorstellungen vom Mai 1732 und verrät, dass es auch noch kritische Stimmen zu Händels Experimenten in Bezug auf eine Reform der Darbietungen in einem Theater gab:

“This being a new Thing set the whole World a Madding; Han’t you been at the Oratorio, says one? Oh! If you don’t see the Oratorio you see nothing, says t’other, so away goes I to the Oratorio, where I saw indeed the finest Assembly of People I ever beheld in my Life, but, to my great Surprize, found this Sacred Drama a mere Consort, no Scenary, Dress or Action, so necessary to a Drama; but H–l, was plac’d in Pulpit, […] by him sate Senesino, Strada, Bertolli, and Turner Robinson, in their own Habits; before him stood sundry sweet Singers of this poor Israel, and Strada gave us a Halleluiah of Half an Hour long. Senesino and Bertolli made rare work with the English Tongue you would have sworn it had been Welch; I would have wish’d it Italian, that they might have sung with more ease to themselves, since, but for the Name of English, it might as well have been Hebrew […] I like one good Opera better than Twenty Oratorio’s.”

„Da dies eine neue Sache war, brachte es die ganze Welt in Aufruhr: „Waren Sie noch nicht im Oratorium?“ sagt einer. „Oh! wenn man noch kein Oratorium erlebt hat, hat man noch nichts erlebt.“ sagt ein anderer. Also ging ich zum Oratorium, wo ich in der Tat die auserlesenste Versammlung von Menschen sah, die mir je in meinem Leben begegnet war. Aber zu meiner großen Überraschung fand dieses sakrale Drama als reines Konzert, also ohne Kulisse, Kleidung oder Aktion statt, die für ein Drama doch so notwendig sind. Händel war auf dem Podium und neben ihm saßen Senesino, die Strada, Bertolli und Turner Robinson in ihren gewöhnlichen Kleidern. Vor ihm standen einige süße Chorsängerinnen dieses armen Volkes Israel und die Strada gab uns ein halbstündiges „Halleluja“. Senesino und Bertolli hatten eine selten schlechte Aussprache der englischen Wörter: man hätte schwören können, es wäre Walisisch gewesen. Ich hätte mir gewünscht, sie hätten auf Italienisch gesungen, dann wäre ihnen alles viel leichter über die Lippen gekommen, denn so hätte es genauso gut Hebräisch sein können. Ich mag eine gute Oper lieber als zwanzig Oratorien.“

## Orchester
Zwei Blockflöten, zwei Oboen, zwei Fagotte, zwei Hörner, drei Trompeten, Pauken, Harfe, Streicher und Basso continuo (Violoncello, Laute, Cembalo, Orgel).

## Struktur des Oratoriums (1732)
Ouverture. (Andante – Larghetto – Allegro) (2 Ob, Str, BC)

### Erster Akt
| Scene I   | 1. Arioso. Israelite Woman (2 BlFl, 2 Ob, 2 Fg, Str, Lt, Hf, Org, BC) Breathe soft, ye gales! |
|           | 2a. Air. Israelite Woman (2 Vl, BC) Watchful angels, let her share                            |
|           | Recitative. Esther O King of Kings                                                            |
|           | 3. Air. Esther (2 Ob, Str, BC) Alleluja                                                       |
|           | Recitative. Mordecai With transport, lovely Queen                                             |
|           | 4. Air. Mordecai (2 Vl, BC) So much beauty, sweetly blooming                                  |
|           | 5. Chorus (Anthem). (2 Ob, 3 Trp, Pk, Str, BC) My heart is inditing                           |
|           | 6. Chorus. (2 Ob, Str, BC) King’s daughters were among honorable women                        |
|           | 7. Chorus. (Str, BC) Upon thy right hand                                                      |
|           | 8. Chorus. (2 Ob, 3 Trp, Pk, Str, BC) Kings shall be thy nursing fathers                      |
| Scene II  | Recitative. Ahasverus, Haman Let me with freedom thy petition know                            |
|           | 9a. Air. Ahasverus (2 Vl, BC) Endless fame, thy days adorning                                 |
| Scene III | Recitative. Harbonah, Haman ‘Tis greater far to spare, than to destroy                        |
|           | 10. Air. Haman (Ob, 2 Vl, BC) Pluck root and branch from out the Land                         |
|           | 11. Chorus. (Ob, 2 Vl, BC) Shall we the God of Israel fear                                    |
| Scene IV  | Recitative. Israelite Woman Jerusalem no more shall mourn                                     |
|           | 12a. Air. Israelite Woman (Ob, 2 Vl, BC) Tune your harps to cheerful strains                  |
|           | Recitative. Israelite Woman Shall we of servitude complain                                    |
|           | 13a. Air. Israelite Woman (Str, Hf, BC) Praise the Lord with cheerful noise                   |
| Scene V   | Recitative. Mordecai How have our sins provok’d the Lord!                                     |
|           | 14a. Air. Mordecai (2 Vl, BC) O Jordan, Jordan, sacred tide!                                  |
|           | 15. Chorus. (Ob, 2 Vl, BC) Ye sons of Israel, mourn                                           |

### Zweiter Akt
| Scene I   | 16. Chorus. (Ob, Str, BC) Tyrants may awhile presume they never shall                       |
| Scene II  | Recitative. Esther, Mordecai Why sits that sorrow on thy bow?                               |
|           | 17a. Air. Mordecai (2 Vl, BC) Dread not, righteous Queen                                    |
|           | Recitative. Israelite Woman O Heav’n, protect her with thy tender care                      |
|           | 18. Duet. Israelite Woman, Mordecai (Ob, 2 Vl, BC) Blessings, descend on downy wings!       |
|           | Recitative. Esther I go the pow’r of grief to prove                                         |
|           | 19a. Air. Esther (Ob, 2 Vl, BC) Tears assist me                                             |
|           | 20. Chorus. (Ob, 2 Vl, BC) Save us, o Lord                                                  |
| Scene III | Recitative. Ahasverus, Esther Who dares intrude into our presence                           |
|           | 21. Duet. Esther, Ahasverus (2 Vl, BC) Who calls my parting soul from death?                |
|           | 22. Air. Ahasverus (2 Vl, BC) O beauteous Queen                                             |
|           | Recitative. Esther If I find favour in thy sight                                            |
|           | 23. Air. Ahasverus (Ob, 2 Vl, BC) How can I stay, when love invites?                        |
|           | Recitative. Israelite Man With inward joy his visage glows                                  |
|           | 24. Air. Israelite Woman (2 Vl, BC) Heaven o lend me ev’ry charm                            |
|           | Recitative. Israelite Man The King will listen to his royal fair                            |
|           | 25. Chorus (Anthem). (2 Ob, 2 Fg, 3 Trp, Pk, Str, Org, BC) God is our hope and he will shew |

### Dritter Akt
| Scene I   | 26. Arioso. (The Invocation) Mordecai (Ob, 2 Hr, Str, BC) Jehovah, crown’d with glory bright |
|           | 27. Chorus. (Ob, 2 Hr, Str, BC) He comes, he comes to end our woes                           |
| Scene II  | Recitative. Ahasverus, Esther Now, O Queen, thy suit declare                                 |
|           | 28. Arioso. Haman (Str, BC) Turn not, O Queen, thy face away                                 |
|           | 29. Air. Esther (Ob, 2 Vl, BC) Flatt’ring tongue, no more I hear thee!                       |
|           | Recitative. Ahasverus Guards, seize the traitor, bear him hence!                             |
|           | 30a. Air. Ahasverus (2 Vl, BC) Thro’ the nation he shall be                                  |
|           | 30b. Chorus. (2 Ob, Str, BC) All applauding crowds around                                    |
|           | 31. Air. Haman (Ob, 2 Vl, BC) How art thou fall’n from thy height!                           |
|           | 32. Duet. Esther, Israelite Woman (2 Ob, Str, BC) I’ll proclaim the wond’rous story          |
| Scene III | 33a. Chorus. (2 Ob, Fg, 3 Trp, Pk, Str, BC) The Lord our enemy has slain! Alleluja           |

## Diskografie (Zweite Fassung)
- Somm SOMMCD238-9 (2002): Rosemary Joshua (Esther), James Bowman (Ahasverus), Christopher Purves (Haman), Susan Bickley (Mordecai), Rebecca Outram (Israelite Woman), Cecilia Osmond (Israelite Man), Angus Smith (Harbonah), Andrew Kennedy (Officer)
London Handel Orchestra & Choir, Dir. Laurence Cummings (137 min, live)
- Göttinger Händel-Gesellschaft/NDR Kultur (2012): Carolyn Sampson (Esther), Iestyn Davies (Ahasverus), Njål Sparbo (Haman), Daniel Taylor (Mordecai), Sophie Junker (Israelite Woman), Dantes Diwiak (Israelite Man), Joachim Duske (Harbonah & Officer)
NDR Chor, FestspielOrchester Göttingen, Dir. Laurence Cummings (138 min, live)